# Nihoa mambulu
Nihoa mambulu là một loài nhện trong họ Barychelidae. Loài này phân bố ờ Salomonseilanden.